# Crotalus scutulatus
Crotalus scutulatus là một loài rắn trong họ Rắn lục. Loài này được Kennicott mô tả khoa học đầu tiên năm 1861.
Loài rắn độc này được tìm thấy trong sa mạc Tây Nam Hoa Kỳ và miền trung Mexico. Loài này có lẽ được biết đến nhiều nhất với nọc độc thần kinh mạnh. Hai phân loài được công nhận, bao gồm cả phân loài chỉ định được mô tả ở đây.

## Hình ảnh

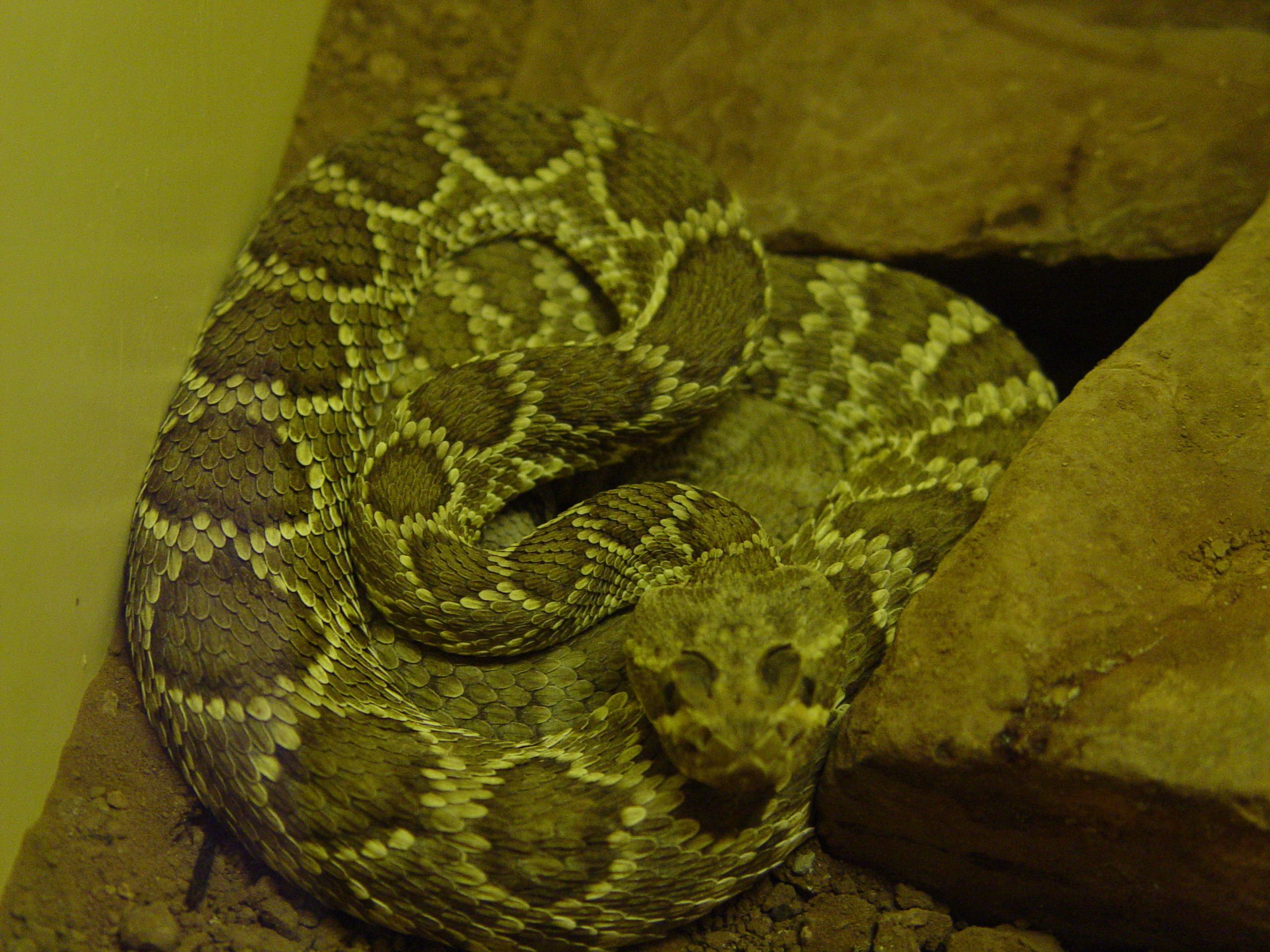
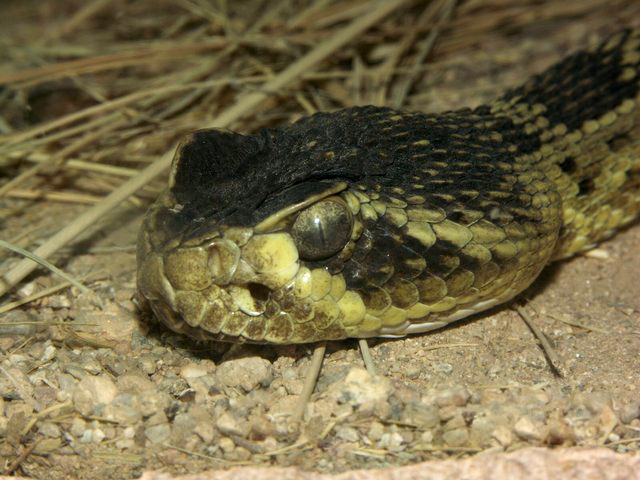
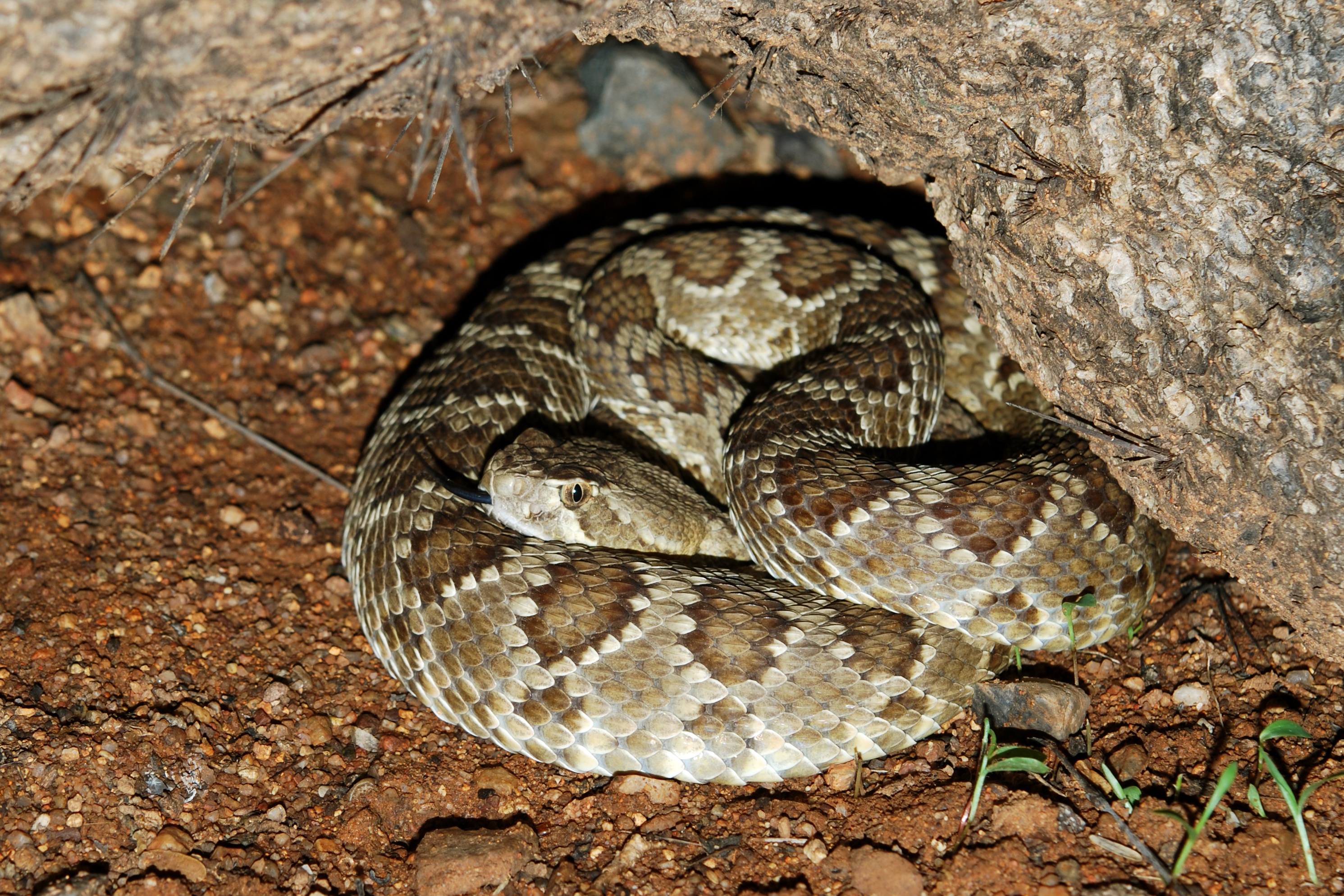
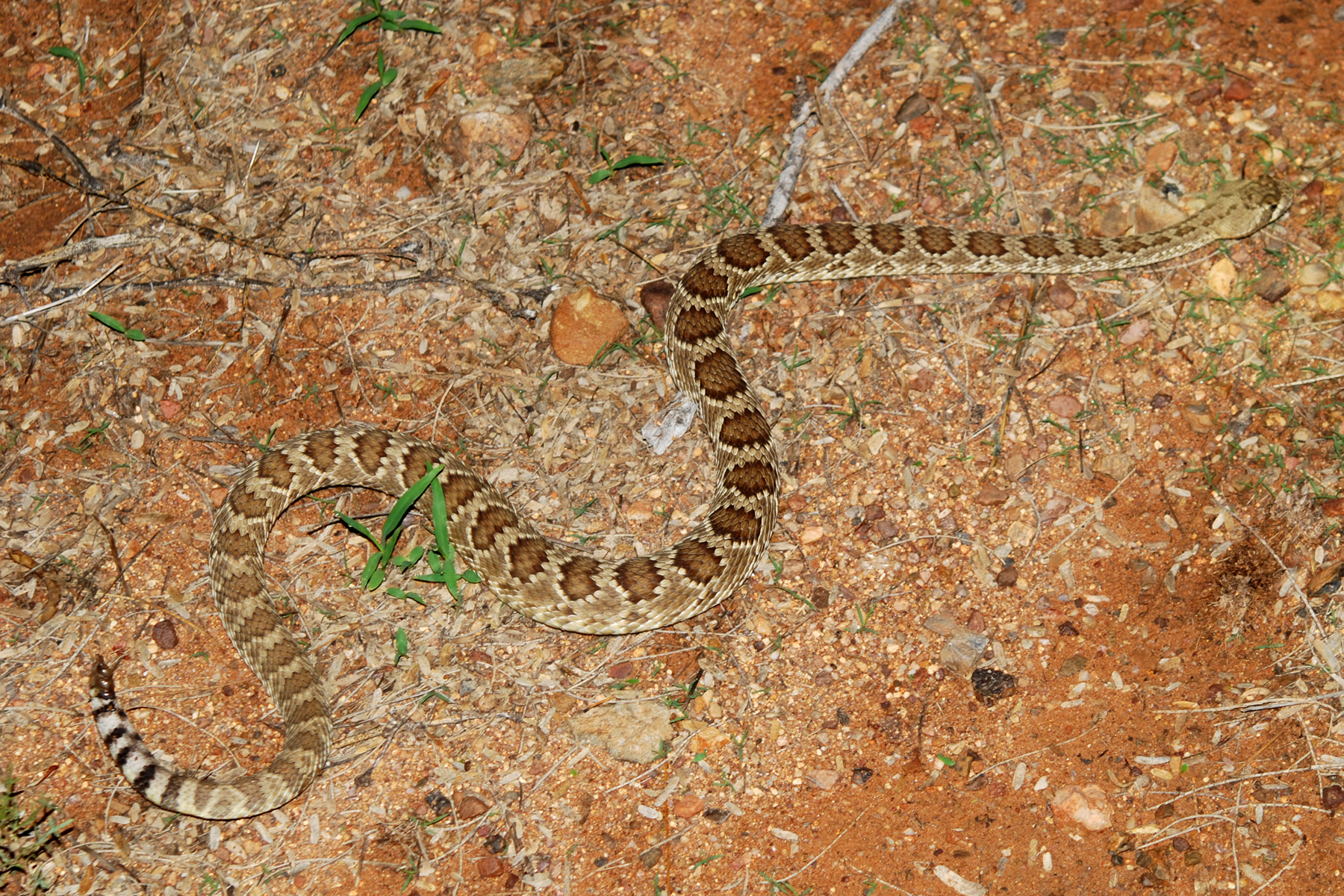

## Mô tả
Loài này phát triển đến chiều dài trung bình ít hơn 100 cm, với chiều dài tối đa là 137,3 cm. Màu sắc thay đổi từ màu nâu nhạt đến màu xanh lá cây tùy thuộc vào môi trường xung quanh.